# Afbeeldingstelling van Riemann
In de functietheorie, een deelgebied van de wiskunde, stelt de afbeeldingstelling van Riemann dat bij elke open echte deelverzameling {\displaystyle U} van het complexe vlak {\displaystyle \mathbb {C} }, die nog enkelvoudig samenhangend is, een biholomorfe, dus bijectief en holomorf, afbeelding {\displaystyle f} van {\displaystyle U} op de open eenheidsschijf {\displaystyle D=\{z\in \mathbb {C} :|z|<1\}} bestaat. Intuïtief betekent de voorwaarde dat {\displaystyle U} enkelvoudig samenhangend is dat {\displaystyle U} geen 'gaten' bevat. Het feit dat {\displaystyle f} biholomorf is impliceert dat het een conforme afbeelding, een hoekgetrouwe afbeelding is. Dat betekent dat de vorm van iedere voldoende klein figuur geroteerd of geschaald, maar niet gespiegeld, onder zo'n afbeelding hetzelfde blijft.
Henri Poincaré bewees dat de afbeelding {\displaystyle f} in essentie uniek is: als {\displaystyle z_{0}} een element van {\displaystyle U} is en {\displaystyle \varphi } een willekeurige hoek is, dan bestaat er precies een {\displaystyle f}, zoals hierboven, met de extra eigenschappen dat {\displaystyle f} het punt {\displaystyle z_{0}} afbeelft op {\displaystyle 0} en dat het argument van de afgeleide van {\displaystyle f} in het punt {\displaystyle z_{0}} gelijk is aan {\displaystyle \varphi }. Dit is een eenvoudige consequentie van het lemma van Schwarz.
Er zijn op biholomorfe equivalentie na maar drie open, samenhangende, enkelvoudig samenhangende delen van het vlak:
- De lege verzameling,
- De open eenheidsschijf en
- Het hele complexe vlak.

Als een corollarium van de stelling kunnen elke twee enkelvoudig verbonden open deelverzamelingen van de riemann-sfeer, die ieder ten minste twee punten van de riemann-sfeer missen, hoekgetrouw op elkaar worden afgebeeld. Dat komt omdat hoekgetrouwe gelijkwaardigheid een equivalentierelatie is.
Bovendien is zo een equivalentie in zekere zin uniek bepaald: veronderstel dat {\displaystyle A} en {\displaystyle B} twee open, samenhangende, enkelvoudig samenhangende delen van het vlak zijn. Kies punten {\displaystyle a\in A,b\in B} en een hoek {\displaystyle t.} Dan bestaat er een unieke equivalentie van {\displaystyle A} naar {\displaystyle B} die {\displaystyle a} op {\displaystyle b} afbeeldt, zodat de afgeleide in {\displaystyle a} argument {\displaystyle t} heeft.